# Pettino (Campello sul Clitunno)
Pettino è la frazione più alta del comune di Campello sul Clitunno (PG).
Oltre a Pettino, il nome rintracciato in antico testo è Pictinus, l'etimologia del nome potrebbe rifarsi al greco Petino: uccello.
La frazione è posta a 1.074 m s.l.m. sul versante orientale del monte Serano (1.426 m); a oriente ha difronte il Monte Carpegna (1334 m s.l.m.) e a sudest il Monte Vergozze (1331 m s.l.m.).
Il paese, che conta 74 residenti (dati Istat, 2001), è distante 5,88 km in linea d'aria da Campello, ma la strada che li congiunge con diversi tornanti (strada provinciale di Pettino) è lunga 16 km.
Visto dall'alto, il paese si presenta in cinque gruppi di case sparse. Arrivando da Campello le prime case prendono il nome di Colle, subito dopo c'è il Palazzo, il Castiglione, Fiorenzuola e Bregnole. Nella parte più a monte del paese si possono vedere vaghi resti di un fortilizio.
La Valle di Pettino è segnalata dall'ENEA per il suo valore naturalistico, principalmente per la presenza di una estesa lecceta mista con caducifoglie, tra le meglio conservate (molto compatta) e più rappresentative (dal punto di vista floristico) dell'Umbria. Il territorio risulta inserito in zona SIC (sito di interesse comunitario).

## Storia
I primi abitanti, probabilmente di origine greco-pelasgica, si sono insediati ai piedi del Serano.
Nel Medioevo Pettino era aggregata a Trevi come quinta e ultima balìa del terziere di castello. Ha dato uomini famosi nelle lettere, diplomazia ed armi (come i Minerva, i Manenti, i Gentili, tuttora esistenti in frazione Bovara). Tra il XIV secolo ed il successivo la zona fu dominata da famiglia del luogo, i Manenteschi. Due capitani appartenenti alla famiglia, Francesco e Vicourbano, nel 1427 tentarono di farsi signori di Trevi, ma furono catturati e uccisi dal popolo. Le loro terre furono sequestrate e le case distrutte.
Verso la fine del XIX secolo, ma secondo altra fonte l'istituzione è risalente al XV secolo, le famiglie del posto fondarono l'Università Agraria di Pettino allo scopo di poter sfruttare meglio il territorio. L'istituzione è ancora oggi in vita, e gestisce i beni comuni.
Nell'organizzazione comunale del Regno d'Italia Pettino fu frazione di Trevi fino al 2 novembre 1925, quando un Regio Decreto ne sancì il distacco e il contestuale passaggio al comune di Campello sul Clitunno.
Nel 2003 si costituì la pro loco di Pettino allo scopo di valorizzare il territorio dal punto di vista culturale e ambientale.

## Manifestazioni
Delle varie feste che venivano celebrate, rimane ancora oggi la Festa di San Paterniano, che si celebra tutti gli anni il 10 luglio o la domenica successiva. In occasione di questo evento, confraternite in costume e semplici pellegrini (provenienti da Pettino e dalle vicine Cammoro e Orsano) si dirigono verso la chiesa omonima, dove si trova, nelle vicinanze, anche una fonte ritenuta miracolosa.
Di origine più recente sono la Festa della montagna e la Sagra della lenticchia.

## Monumenti e luoghi d'arte
- Chiesa dei Santi Quirico e Giulitta. La data di edificazione è incerta, si sa però che è stata soggetta a diversi ampliamenti e ricostruzioni, l'ultima delle quali risale al 1871 per volere del cappuccino Padre Bernardo Maria da Pettino. È una piccola Chiesa con tre altari: quello centrale è dedicato ai Santi Quirico e Giuditta, mentre l'altare di sinistra è dedicato a S. Antonio e quello di destra alla Madonna. È da sempre il punto d'incontro degli abitanti della frazione.
- Chiesa di S. Emidio: situata in località Colle, risale al XVIII sec.. Fu voluta dai Conti Valenti di Trevi. Attualmente è aperta solo in occasione della ricorrenza del Santo Patrono.

## Galeria d'immagini

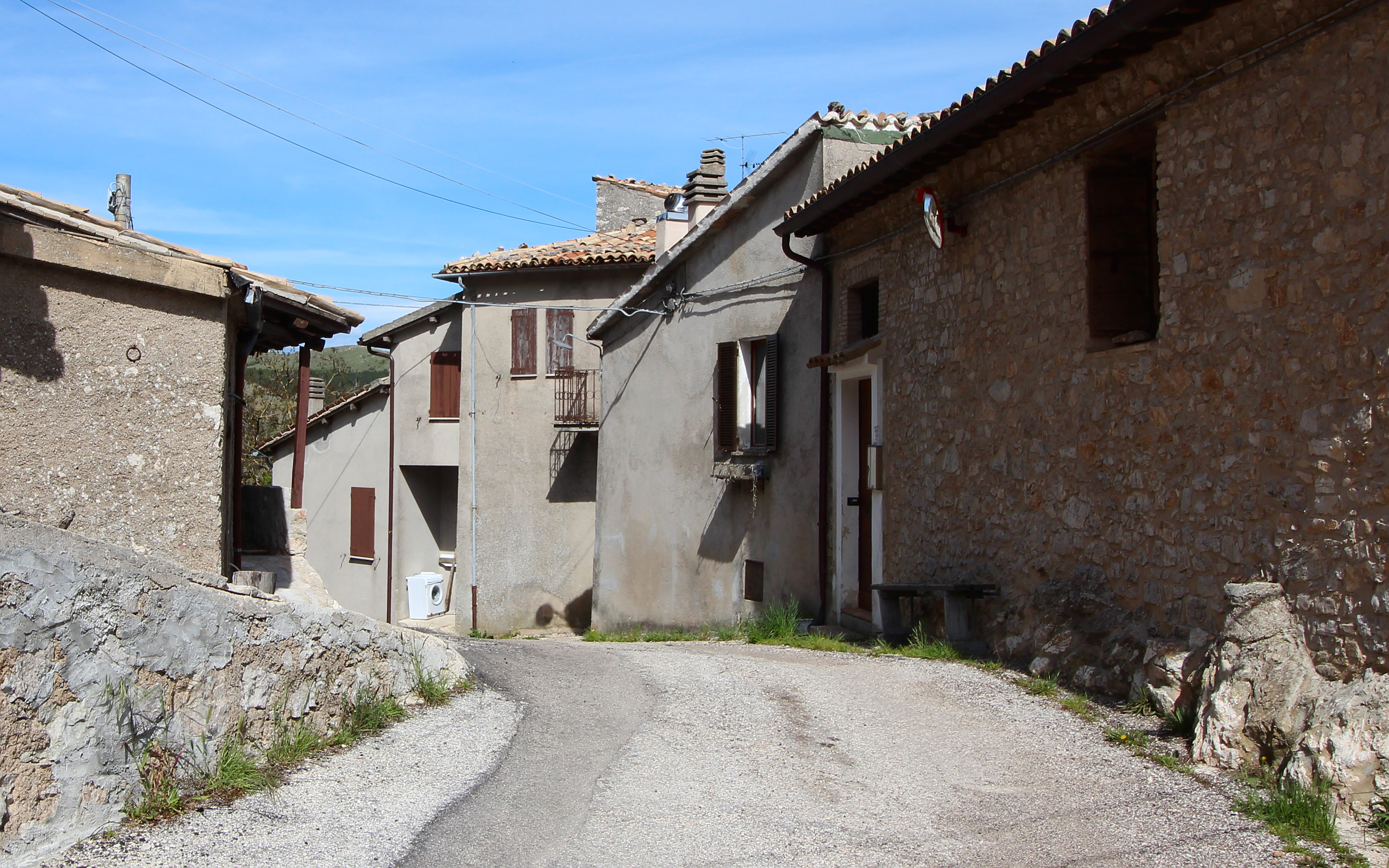
Il borgo
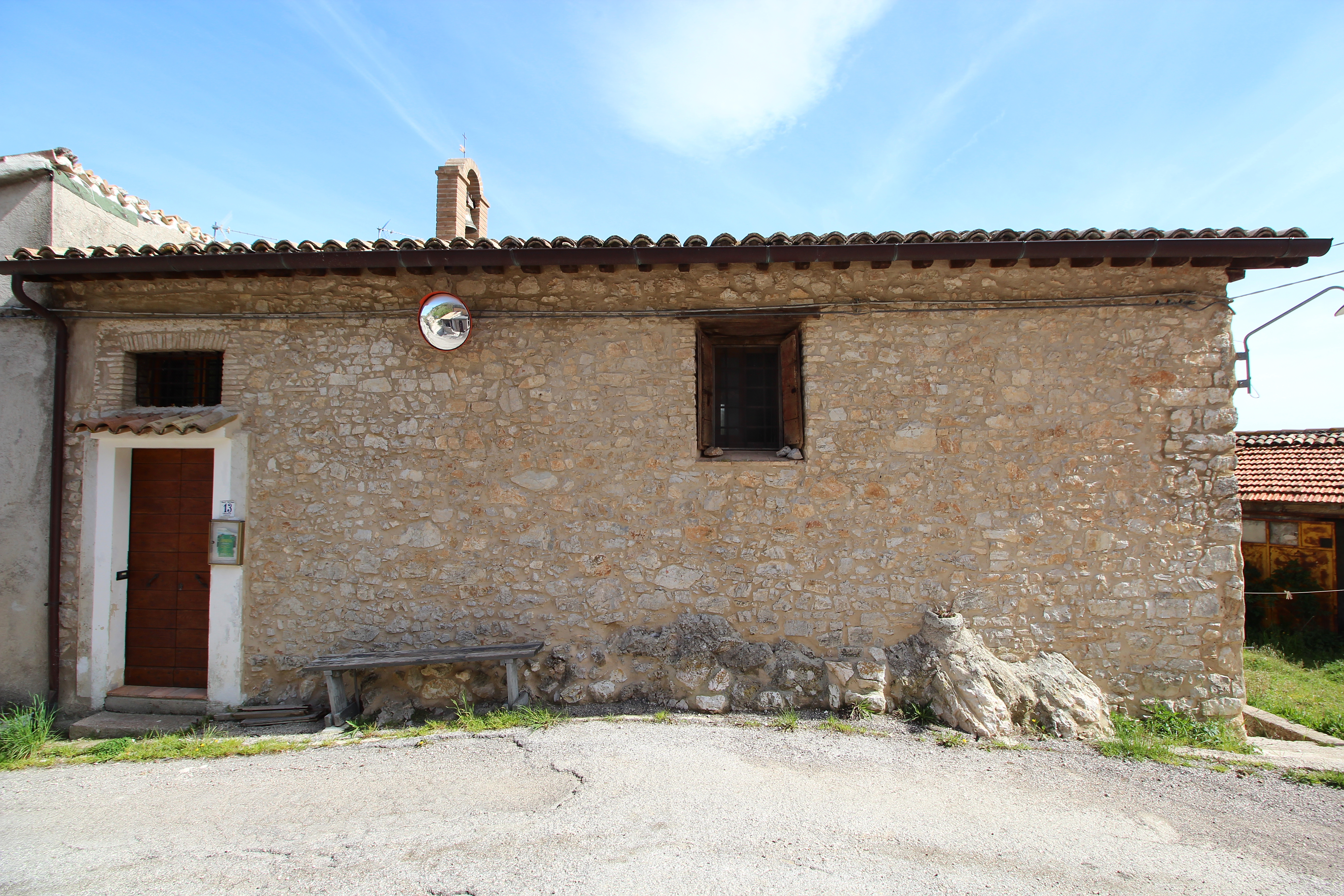
La chiesa dei santi Quirico e Giulitta dentro il borgo
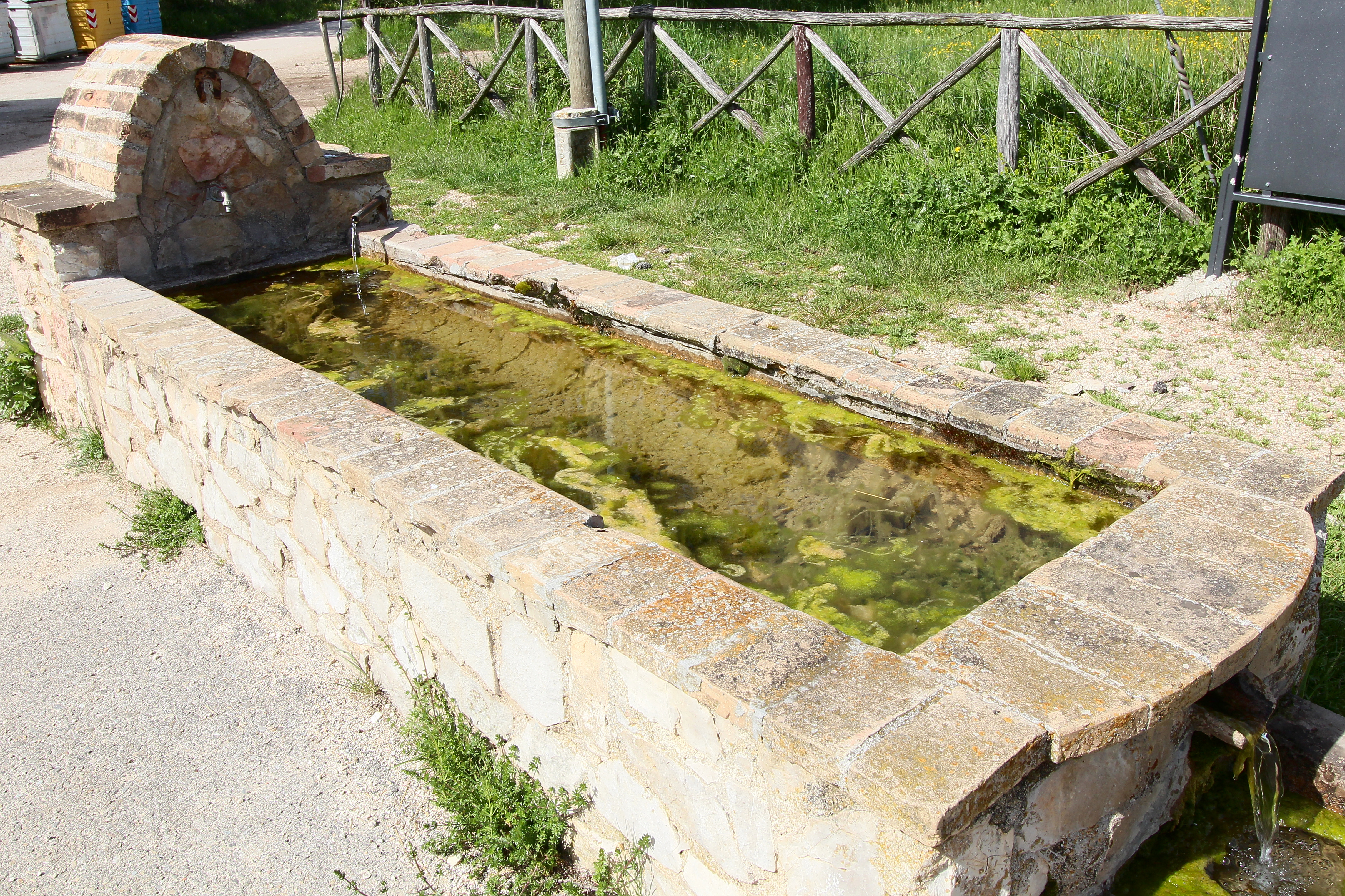
Fontanile
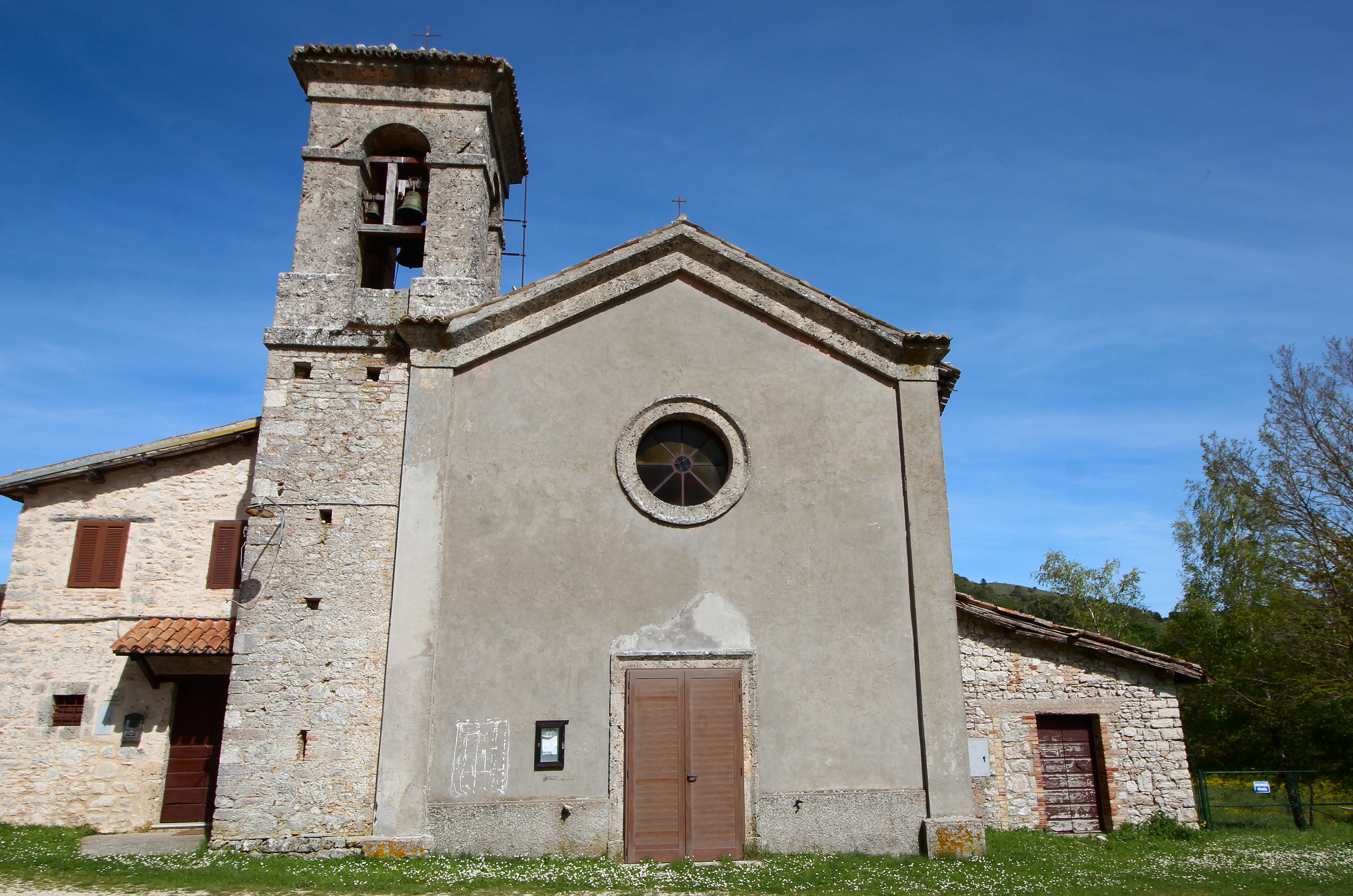
La chiesa di Sant'Emidio